# Siversk
Siversk (tiếng Ukraina: Сіверськ) là một thành phố của Ukraina. Thành phố này thuộc tỉnh Donetsk. Thành phố này có diện tích 11 km2, dân số theo điều tra dân số năm 2023 là 1000 người.